# 餓沙羅鬼
《餓沙羅鬼》是日昇動畫製作的機械人動畫，於1998年10月4日至1999年3月28日期間，由大阪電視台和東京電視台播映，全25集。導演為《裝甲騎兵》的原作者高橋良輔。
另有推出小說、漫畫及遊戲等多媒體衍生作品。

## 製作背景
《餓沙羅鬼》是繼《蒼之流星SPT雷茲納》後高橋良輔再次監督的寫實機器人動畫，本作以近未來為背景，機械設定有濃厚的寫實軍事風格，卻充斥著日本傳統文化，例如能劇、神道、財閥、日本武士、天氣輪等元素，當年曾被喻為破格之作。
由於《餓沙羅鬼》部份設定與《新世紀福音戰士》有相近之處，使得不少人認為是模仿之作，但1996年7月的最初企劃案中只有將近未來科幻與傳說融合的打算，甚至機械設定原本是由平井久司設計的可變成機車的動力服，這設計反而類似《機甲創世記》或《無限地帶23》。至於作品名《餓沙羅鬼》在此時已有漢字設定。初期原本預定由《裝甲騎兵》系列的吉川惣司負責擔任故事統籌，但由於《勇者王》的合作經驗，此一職務改由野崎透初次擔綱，而谷口悟朗為助監督。故事原本準備分為20世紀末篇（第1～6话）、平安篇（第7～20话），近未來篇（第21～26话），但最終改為全25話，僅分為現代篇和第15~16話的平安篇。
1997年5月的企劃案中主角憂四郎與美晴的樣貌已與動畫成品相似，也加入骨嵬等設定，但TA造型尚在草擬中，SYMBOL的FAKE與成品差異最大。此時標題定為英文的GASHARAKI，而「I SEARCH MYSELF」這副標題即可看出故事主旨的雛型已經出來。而後標題改為用假名表示，英文GASARAKI做副標題。加上先在NEWTYPE連載小說版等多媒體企劃確定後，於1998年10月4日正式播出。
本作由於劇情較為複雜，加之涉及太多日本傳統文化和術語，以及對白甚多，觀眾必須具備相應的預備知識來理解故事。由於對觀眾的要求甚高，導致很多外國觀眾感到困難，本作在日本以外的知名度相當有限。但出色的機械設定與出眾的配樂，使得本作至今依然吸引一些喜歡寫實風格的軍武派動漫愛好者和模型愛好者。
動畫結束後原本有後日談的，時長約1小時20分的劇場版企畫，但最後卻胎死腹中。在2000年7月由高橋良輔與動畫製作群撰写了小說《DEAD POINT―死点》，描寫了本作中「靜脈瘤」內的景象。而主角赤城圭一，則成為高橋良輔新作動畫《FLAG》的主角之一，雖然此作品是不同的世界觀。
2001年1月10日到同年4月25日時，日昇動畫官網有一個名為（TA REPORT）的餓沙羅鬼後續世界觀的圖文相關解說供人付費下載。內容則是講述後來TA還是在各個世界的戰場出沒著，而記錄者坊山馨則是《DEAD POINT―死点》主角赤城的後輩。後來被重新收錄於2004年重出的廉價版DVD-BOX。
萬代的1:35模型系列最初在1998年推出了雷電、伊斯塔（Ishtar）、震電等三款，後來2008年3月再度發售。而2011年10月25日萬代發表的，依預約量決定是否再版，最後達到一定數量決定再版。為了這次的企劃，BANDAI NAMCO LIVE TV的「Item Thursday」上還製作播出「餓沙羅鬼特集」，於12月1日播放。骨嵬雖然沒有模型化過，但仍有愛好者嘗試製作GK。另外B-CLUB曾發售四款人物的組合GK，分別是豪和憂四郎、美晴、豪和美鈴、安宅燐等四人。2020年萬代決定推出「Robot魂」成品模型。

## 劇情簡介
豪和企業與自衛隊合作開發的二足步行兵器TA，又稱戰術甲冑，終於步入實用階段，但豪和開發此種兵器卻有別的目的。另一方面，擔任TA測試駕駛員又繼承通過「能舞」召喚「餓沙羅鬼」能力的豪和憂四郎，在進行召喚「餓沙羅鬼」的实验時，卻與一名神秘少女的意識相連。而意識中的少女喊著：「不要召回恐怖！」，由於這場干涉憂四郎停下舞步，最後雖然餓沙羅鬼並沒有降臨成功，卻令憂四郎与豪和家族發現了別的同樣正在嘗試召喚「餓沙羅鬼」之人的存在。

## 登場人物
豪和憂四郎（ごうわ ユウシロウ）
配音：檜山修之（日本）
本作主角。豪和家四男，特務自衛隊第三實験中隊成员，TA驾驶员，以及「余流能樂」繼承人。由于与豪和家进行的「餓沙羅」召唤实验有关，豪和家便将身为平民的憂四郎配属到第三實験中隊，成为TA驾驶员，并受上尉待遇。自小受空知检校教导学习能乐，但却没有10岁之前记忆。然而原本的憂四郎在八年前的一场实验中死亡，随后憂四郎的记忆被移植到了空知检校的孙子脑中。
美晴（Miharu）
配音：金月真美（日本）
女主角。本名不详，似乎是日本人，「Symbol」组织的MF「伊斯塔」驾驶员。也是故事开场时在豪和家的「餓沙羅」召唤实验中与憂四郎意识相通的神秘少女，被「Symbol」作为召唤「餓沙羅」的实验体。

### 豪和家族
豪和一清
配音：高田裕司（日本）
豪和家长男，野心勃勃推动TA的开发以及豪和家进行「餓沙羅」召唤实验的核心人物。第13话中，其父亲要求另外两名儿子选择是否听从自己的领导，却遭到两人背弃，令一清获得了豪和氏族的族长职务。
豪和清繼
配音：速水獎（日本）
豪和家次男，物理学家，负责「餓沙羅」召唤实验的技术方面。
豪和清春
配音：千葉一伸（日本）
豪和家三男，政客，负责游说政府开发TA，以及豪和家的对外交涉。
豪和美鈴
配音：興梠里美（日本）
豪和家的末子，由于病弱而在豪和市的宅邸休养，其十分崇拜憂四郎，对美晴有所嫉妒。
豪和乃三郎
配音：小山武宏（日本）
憂四郎、一清、清繼和清春以及美鈴的父亲。原本是豪和氏族的族长，但在第13话中被儿子一清剥夺了职务而隐退。动画版最终话中其被儿子一清枪杀，在漫画版中，则是被因对憂四郎的思念而情绪失控的美铃所杀。
豪和雪乃
配音：藤木聖子（日本）
乃三郎的第二任妻子，憂四郎和美鈴的生母。
豪和義猛
配音：有本欽隆（日本）
乃三郎的弟弟，防衛廳第五參謀部部長。
豪和猛晴
配音：大川透（日本）
憂四郎的表弟，自卫队官，防衛廳第五參謀部中尉。
豪和儀一郎
配音：藤本譲（日本）
乃三郎的长兄，似乎在与乃三郎的继承权之争中落败而未成为族长，故事登场时在寺院中看守「骨嵬」。
空知检校（そらち けんぎょう）
配音：秋元羊介（日本）
「余流能乐」传承者，憂四郎的能乐老师。而「检校」仅为称谓并非名字，实则全名不详。

### 特務自衛隊
速川保
配音：安井邦彦（日本）
特務自衛隊第三實験中隊隊長，中校。
徳大寺琢磨
配音：中田和宏（日本）
第三實験中隊成员，上尉負責分析情報，也是速川的助手。
安宅燐
配音：高山南（日本）
第三實験中隊成员，上尉，TA驾驶员。和憂四郎同屬A小隊，性格十分開朗豪爽，防衛大學出身，是以全級第一名畢業。
鏑木薰（かぶらぎ かほる）
配音：日高奈留美（日本）
第三實験中隊成员，上尉，TA系统操作员。
村井沙生
配音：丹下樱（日本）
第三實験中隊成员，中尉，TA系统操作员。
高山臨巳
配音：菅原淳一（日本）
第三實験中隊成员，少校，TA驾驶员。
北泽淳（きたざわ じゅん）
配音：岩永哲哉（日本）
第三實験中隊成员，上尉，TA驾驶员。
陶見卓郎
配音：林廷年（日本）
第三實験中隊成員，中尉，負責指揮和軍隊情報。

### 政变者
西田啓
配音：岸野幸正（日本）
国学家和爱国者，由于不忍目睹现今日本的丑态而用武术刀割瞎双眼，其认为近代之前日本是一个充满传统美德的国家，而日本国民应该在精神上复兴，即使这会让国民变得贫穷。密谋与自卫队的支持者以及豪和一清领导的豪和家族一同发动政变，并对美国发起了经济战。
廣川顯郎（ひろかわ あきお）
配音：擴森信吾（日本）
特務自衛隊参谋，中校，西田啓的追随者；并协助西田啓对美国发动经济战。

### Symbol
潘特姆·F·斐瑟勒（Phantom F Vieseler）
配音：宮崎一成（日本）
巨型跨国企业联合体以及秘密组织「Symbol」的首席执行官和领袖。总是使用变声后的声音下达命令，很少出现在公众视野中，也很少有人知道他的真实身份。行为动机充满谜团，其十分了解「餓沙羅」的存在和相关知识，故事中几乎引导这憂四郎和美晴的行动，甚至在「贝吉尔斯坦」时帮助并保护被自己部下追捕的憂四郎和美晴。西田启政变成功时，正在与美国合作的潘特姆曾亲自与西田见面，双方互相表示敬意后分道扬镳。最终话在目睹了期待已久的「餓沙羅」现象发生后，进入了不明空间与「生物计算机」融合后消失，似乎其一切行动的最终目标是摆脱作为嵬的宿命然后死去。
斯卡伯（Scalpel）
配音：徳弘夏生（日本）
秘密组织「Symbol」的成员，负责与美晴相关的实验和行动，对美晴有这类似于监护人的感情，故事中后期默许美晴逃出「Symbol」。
冈瑟（Günther）
配音：森川智之、高木渉（第2話）（日本）
隶属于Symbol的科学家，「特异点」搜寻实验的首席研究员。
女性「伊斯塔」驾驶员（Ishtar Pilot）
配音：山崎和佳奈（日本）
与美晴一同进行潜入豪和市作战的MF「伊斯塔」驾驶员，呼号是“F2”，在「鬼哭石」的战斗中座机被「骨嵬」击毁。

## 设定
嵬/邀请者
具有召唤「餓沙羅」潜质的人，豪和家族称之为「嵬」，Symbol则称为「邀请者」（英語：inviter）。
傀儡子
历史中的豪和家族称「嵬」为「傀儡子」，原指用人偶表演能剧的艺人，其不仅能够召唤「餓沙羅」，还拥有将「餓沙羅」注入名为「骨嵬」的巨型铠甲人偶，并驾驭「骨嵬」用于战斗的能力。「傀儡子」似乎只有豪和家族內的部分成员知晓，而策划政变的西田启是为数不多豪和家族之外知晓这个称谓的人之一。
骨嵬/原创
豪和家族的「嵬」所驾驭的巨型铠甲人偶，Symbol称其为「原创」（英語：Original），在平安时代被用作武器，后被豪和家族所供奉。豪和家族和Symbol则是在彼此并不知请下对「骨嵬」展开研究，最终双方各自研发出战术甲胄和MF。
餓沙羅鬼/Nada
故事中「餓沙羅鬼」作为「骨嵬」驱动力存在的超自然力，而Symbol称「餓沙羅鬼」为「Nada」，意即「绝对的虚无」。其真实面目似乎是某种空间中无数智慧生命体组成的「生物计算机」。由于智慧生命体曾将「永恒的生命」作为理想，却由于自身生命形态的丧失而未能实现，便将遗传因子融入人类，希望将「永恒的生命」这一理想传承给人类。
注射
用于维持TA驾驶员身体状态药物的通称，其主要通过靜脈注射。其中A液和B液的药效并未说明，而D液则似乎有很强的刺激作用，S液有镇静、T液有造血作用。在TA「震电」的实验中，为了增强驾驶员体能而注射了从人造肌肉「Mile1」中提取的免疫球蛋白，但却导致驾驶员失控狂奔。
亚洲静脉瘤
亚洲难民的非法定居点，西田启等人认为亚洲难民不融入日本社会的态度很危险，因而在「停粮危机」中遭到到镇压。

### TA
战术甲胄（英語：Tactical Armor，简称：TA）是由豪和企業製造并由特務自衛隊实验装备的二足步行兵器。其是通过对「骨嵬」的部分「鬼之臂」（日语：鬼の腕）进行研究，所得到的成果人造肌肉「Mile1」（日语：マイル1）作为驱动装置，而TA驾驶员则是通过类似脊髓神经控制身体的方式控制人造肌肉。TA由燃料电池提供能源，但需要配备液氧冷却。而如果腿部减震器过热，同样可以使用液氧进行冷却。

TA腿部安装的「燃气推進器」（英語：Arm Blast）通过类似燃料空氣炸彈爆炸原理的，利用气体爆燃产生的推力来跳跃和快速移动，以及挖掘地面构筑堑壕。肩部内藏的「起重绞盘」（英語：Lifting winch），则是通过发射带有绳索的抓钩，以爬上坡度很大的山坡或立即爬上建筑物的屋顶。如果TA腿部受损而无法移动，仍然可以通过向地面发射抓钩来迫使AT移动。
一七式战术甲胄「雷电」（英語：Tactical armor type17 RAIDEN）
- 全高：4.4m
- 全体重量：2.5t
- 全备重量：4.5t
- 最高行进速度：65km/h
- 最大行動時間：60min
- 乘员：1名
- 武装：
  - 25mm机关炮
  - 75mm低膛压炮
  - 50mm榴弹发射器
  - 反坦克导弹
- 特殊装备：
  - 起重绞盘
  - 燃气推進器
  - 烟雾发生器

一七式戰術甲冑改「震电」（英語：Tactical armor type17EX SHINDEN）
- 全高：4.4m
- 全体重量：2.8t
- 全备重量：4.8t
- 最高行进速度：65km/h
- 最大行動時間：36h
- 乘员：1名
- 武装：
  - 25mm机关炮
  - 导弹发射器
  - 爆破棒（英語：Blast Rod）
- 特殊装备：
  - 起重绞盘
  - 燃气推进器
  - 烟雾发生器

### MF
MF「伊斯塔」Mk-II（英語：Metal fake experimental model02 ISHTAR Mk-II）
- 全高：4.6m
- 全体重量：3t
- 全备重量：5.6t
- 最高行进速度：68km/h
- 最大行動時間：45min
- 乘员：1名
- 武装：
  - 50mm榴弹发射器
  - 65mm机关炮
  - LOSAT反坦克导弹

## 各话标题
◎片头和歌为每话的正式标题，并依照片头所示换行，而粗体红字标注为标题简称。
| 话数 | 和歌标题 | 和歌中文翻译                                                   | 日文标题 | 中文标题 | 脚本       | 分镜            | 演出       | 作画监督                  | 播出日期       |
| ---- | -------- | -------------------------------------------------------------- | -------- | -------- | ---------- | --------------- | ---------- | ------------------------- | -------------- |
| 1    |          | 唯一的 作为嵬的证明 就是站在石舞台                             |          | 石舞台   | 野崎透     | 村瀬修功        | 谷口悟朗   | 玉川達文 重田智           | 1998年 10月4日 |
| 2    |          | 歷經千年 深淵的沉澱 風起 微波吹來 水的序之舞                   |          | 序之舞   | 野崎透     | オグロアキラ    | 吉本毅     | 寺岡巌                    | 10月11日       |
| 3    |          | 風雨 能夠占卜的天氣輪 聽音問明日 稍解不安                      |          | 天氣輪   | 野崎透     | 山中英治        | 西山明樹彦 | ウエダヨウイチ 山根理宏   | 10月18日       |
| 4    |          | 顯現著 在時間流逝中 在那間隙中 我的身體被操縱著 看見了海市蜃樓 |          | 海市蜃樓 | 竹田裕一郎 | 杉島邦久        | 杉島邦久   | 鈴木竜也 鈴木卓也         | 10月25日       |
| 5    |          | 身披鎧甲 雖然不能確實 但知是你 彼此的傷口 有接觸的感覺         |          | 接觸     | 小中千昭   | 谷口悟朗        | 吉本毅     | 寺岡巌                    | 11月1日        |
| 6    |          | 被引來於地下迷宫重逢 受回憶的操縱 宛如吊線木偶                 |          | 吊線木偶 | 野崎透     | 米谷良知        | 西山明樹彦 | ウエダヨウイチ 山本佐和子 | 11月8日        |
| 7    |          | 那是美晴 抱思念之心歸來 在心之暗影之中 藏著的你的名字          |          | 歸來     | 竹田裕一郎 | 細田雅弘        | 岡本英樹   | 寺岡巌                    | 11月15日       |
| 8    |          | 各自不同 充滿了思想 三界之中 此處、彼處 皆為火宅               |          | 火宅     | 野崎透     | 工藤紘軌        | 吉本毅     | 玉川達文 吉田徹           | 11月22日       |
| 9    |          | 被封住 屏住氣息 古老的 回憶沉澱於 黑暗的倉庫                   |          | 倉庫     | 小中千昭   | 杉島邦久        | 杉島邦久   | 寺岡巌                    | 11月29日       |
| 10   |          | 成為骨嵬 巡迴於胎內巡迴於黑暗 如念珠串聯似的連綿之嵬           |          | 骨嵬     | 小中千昭   | 山中英治        | 西山明樹彦 | ウエダヨウイチ 山本佐和子 | 12月6日        |
| 11   |          | 行行復行行 再度阻塞的嵬之道 連繫的羈絆如今何在                 |          | 羈絆     | 野崎透     | 吉本毅          | 吉本毅     | 鈴木竜也 鈴木卓也         | 12月13日       |
| 12   |          | 擊穿大地 到達極限的火線造成破綻 層層累積起來的千年之禁         |          | 破綻     | 竹田裕一郎 | 細田雅弘        | 岡本英樹   | 寺岡巌                    | 12月20日       |
| 13   |          | 啟程 再次轉身後 對將捨棄之人 喚之為父親                        |          | 啟程     | 野崎透     | 杉島邦久        | 杉島邦久   | 門智昭 大塚健             | 12月27日       |
| 14   |          | 層層交織 朝向過去的嵬之道 同行的兩人 踏著病黃之葉              |          | 同行     | 野崎透     | 谷口悟朗        | 西山明樹彦 | 玉川達文 吉田徹           | 1999年 1月10日 |
| 15   |          | 嵬與嵬 進入界限 現在看到的 是我起源的蒼藍悲哀                  |          | 界限     | 野崎透     | 坂本郷          | 吉本毅     | ウエダヨウイチ 山本佐和子 | 1月17日        |
| 16   |          | 燒灼我身 宿業之火 將古都之空 染成修羅 映照成夜叉               |          | 宿業     | 野崎透     | 坂本郷          | 吉本毅     | 鈴木竜也 鈴木卓也         | 1月24日        |
| 17   |          | 混沌的 亞洲極限 十字路口 將過去與現在 背負著佇立其中           |          | 混沌     | 野崎透     | 谷口悟朗        | 西山明樹彦 | 寺岡巌                    | 1月31日        |
| 18   |          | 波濤洶湧 背向著世間 後窗的 玻璃的塵埃 藉此藏身                 |          | 後窗     | 竹田裕一郎 | 工藤紘軌        | 岡本英樹   | 新保卓郎 中田栄治         | 2月7日         |
| 19   |          | 為義而逝 人的最後時刻 在眼中深深留下 黑暗的海洋 吸走慟哭之聲   |          | 慟哭     | 野崎透     | 杉島邦久        | 杉島邦久   | 門智昭 大塚健             | 2月14日        |
| 20   |          | 動亂的 時代的波濤 之中 追逐著那唯一的身影                      |          | 動亂     | 小中千昭   | 工藤紘軌        | 岡本英樹   | 玉川達文 吉田徹           | 2月21日        |
| 21   |          | 追逐 追逐 踏過一切法則 狂奔的心 由衷所盼                       |          | 狂奔     | 野崎透     | 谷口悟朗        | 吉本毅     | ウエダヨウイチ 山本佐和子 | 2月28日        |
| 22   |          | 正面相對 傳達彼此的想法 然後凝視著 被俘獲之心 化身為肉體       |          | 化身     | 野崎透     | 工藤紘軌        | 吉本毅     | 新保卓郎 中田栄治         | 3月7日         |
| 23   |          | 我的吶喊 在無限的黑暗中 停留的 凍結之心中 迴響著               |          | 無限     | 野崎透     | 杉島邦久        | 杉島邦久   | 鈴木竜也 鈴木卓也         | 3月14日        |
| 24   |          | 劇烈的 悲哀空虛的 句讀點 揮之不去 各自的命運之秋               |          | 句讀點   | 野崎透     | 荒牧伸志        | 西山明樹彦 | 門智昭 大塚健             | 3月21日        |
| 25   |          | 就是餓沙羅 久遠的訊息 就此捨棄 這是受詛咒的 回文               |          | 餓沙羅   | 野崎透     | 吉田徹 谷口悟朗 | 吉本毅     | ウエダヨウイチ            | 3月28日        |

## 主題歌
片頭曲：「MESSAGE #9」（第1-14話、第17話-24話）
作詞：種智子；作曲・編曲：保刈久明；演唱：種智子
片頭曲：「REMIX OF MESSAGE #9：type M」（第15話-第16話）
作詞：種智子；作曲：保刈久明；編曲：松林正志；演唱：種智子
片尾曲：「LOVE SONG」
作詞：種智子；作曲・編曲：新居昭乃；演唱：種智子

## 製作人員
- 企劃：日昇動畫
- 原案：矢立肇、高橋良輔
- 監督：高橋良輔
- 助監督：谷口悟朗
- 系列構成：野崎透
- 人物設定：村瀬修功
- 客串人物設定：山形厚史
- 機械設定：出渕裕、荒牧伸志
- 美術監督：池田繁美
- 色彩設計：岩沢れい子
- 攝影監督：土岐浩司
- 音響監督：浦上靖夫
- 音樂：蓜島邦明
- 動畫製作：日昇動畫
- 製作：大阪電視台、讀賣廣告社、日昇動畫

## 外部連結
- .   [2012-06-16]. （原始内容存档于2021-03-25）. （页面存档备份，存于）（日語）
- 餓沙羅鬼-千年之絆- （页面存档备份，存于）（繁體中文）
- Gasaraki (TV)（動畫）在動畫新聞網百科全書中的資料（英文）
  - . 動畫新聞網. 2012-03-01  [2023-01-23]. （原始内容存档于2022-07-31）. （页面存档备份，存于）（英文）
- amuro1985. . 哔哩哔哩. 2021-06-19  [2023-01-23]. （原始内容存档于2023-01-23）.（简体中文）